# Avenida Gregorio Escobedo
La avenida Gregorio Escobedo es una avenida del distrito de Jesús María, en la ciudad de Lima, capital del Perú. Se extiende de noreste a suroeste, a lo largo de diez cuadras. Su trazo es continuado al suroeste por la avenida Juan de Aliaga en el distrito de Magdalena del Mar.

## Recorrido
Se inicia en el jirón Luis Sánchez Cerro.

## Galería

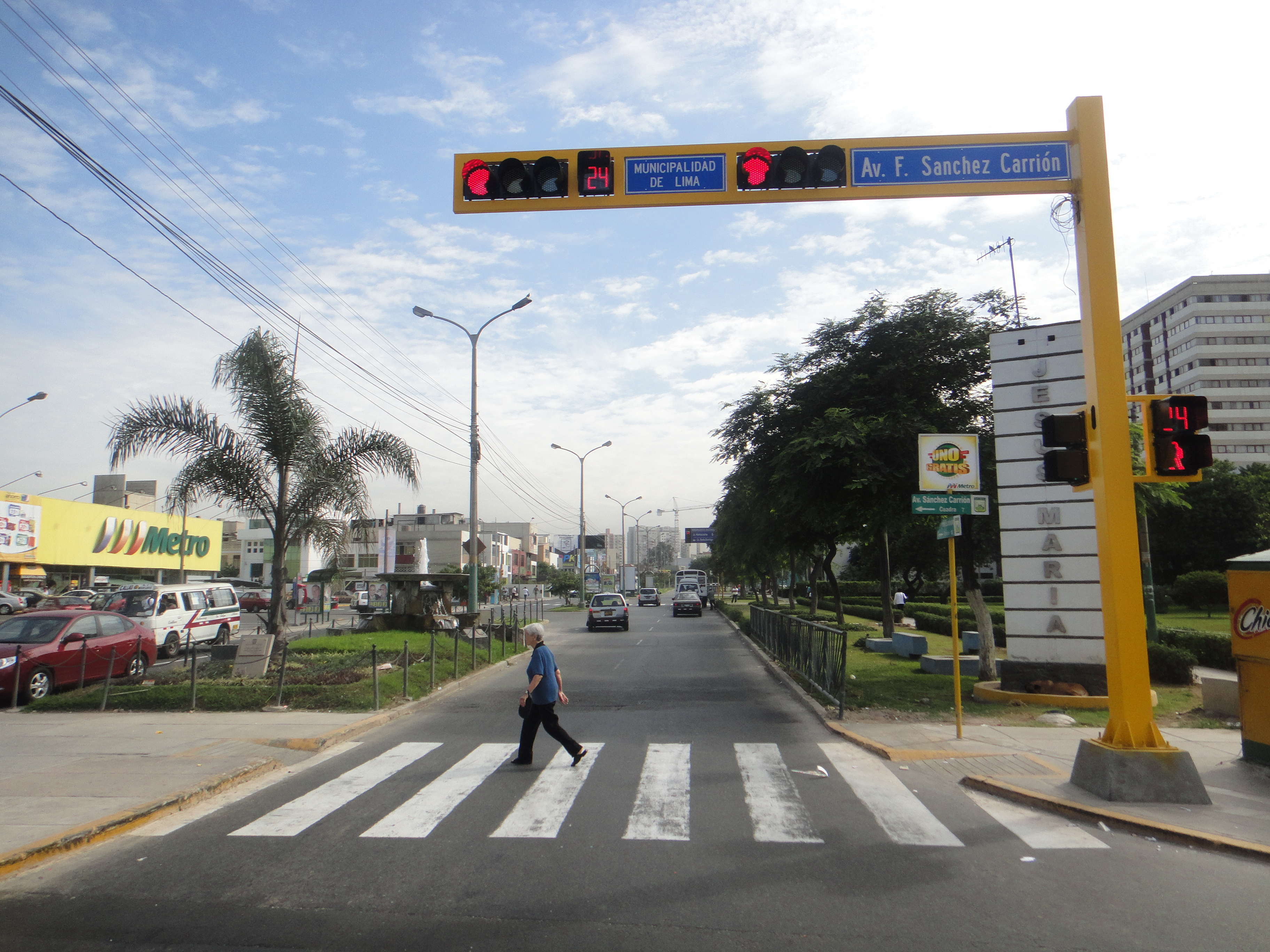